# Todos vós sodes capitáns
Todos vós sodes capitáns es una película del año 2010.

## Sinopsis
Un joven cineasta europeo realiza una película con menores acogidos en un centro de Tánger, Marruecos. Durante el rodaje, los heterodoxos métodos de trabajo del director desgastarán su relación con los niños, hasta el punto de transformar por completo el desarrollo del proyecto.

## Premios
- Quincena de Realizadores, Cannes, 2010
- Mar del Plata 2010
- Gijón 2010
- Cineuropa Santiago de Compostela 2010